# Dag Østerberg
Dag Østerberg (9. november 1938 - 22. februar 2017) var en norsk sociolog og filosof.
Østerberg har været en toneangivende skikkelse indenfor norsk samfundstænkning i anden halvdel af det 20. århundrede. Han har beskæftiget sig med en række temaer, som for eksempel videnskabsteori, sociologiens historie, modernitetens konsekvenser og arkitektur.
Østerberg var professor i sociologi ved Universitetet i Oslo fra 1981 til 1991, men han opsagde denne stilling. Fra 1993 til 2007 havde han en professor II-stilling ved Institut for musikvidenskab samme sted. Han har også i perioder arbejdet som oversætter og fri skribent.